# Maurice Henry (artista)
Maurice Henry (Cambrai, 20 dicembre 1907 – Milano, 21 ottobre 1984) è stato un poeta e pittore francese.
Fu anche attivo come cineasta, critico d'arte e cinematografico, fotografo e disegnatore umoristico.

## Biografia
Nato nel nord della Francia, studia a Douai, Parigi e Lilla. Nel 1927 si stabilisce a Parigi, dove s'iscrive alla Facoltà di Diritto. È in contatto con un gruppo di giovani poeti e filosofi, con cui fonda il movimento ‘'Grand Jeu'’: il gioco è inteso come arte di vivere. Collabora con le riviste ‘'Le Rouge et le Noir'’ e ‘'Paris Montparnasse'’. È in contatto con Robert Desnos, frequenta André Breton, Benjamin Péret, Louis Aragon, e poi Roger Vitrac e Jacques Prévert.
Dal 1928 collabora con testi, poemi e disegni alla rivista del movimento ‘'Grand Jeu'’ e partecipa alla mostra del gruppo presso la Galerie Bonaparte di Parigi. Collabora come redattore e reporter con diverse testate parigine, tra cui Le Petit Journal, Cinemonde, Agence Haves, Revue du Cinéma, Pour Vous e Humanité.
Nel 1932, esauritasi l'esperienza del ‘'Grand Jeu'’, passa al movimento surrealista, collaborando alle sue pubblicazioni e partecipando alle sue mostre. Il suo umorismo vira verso l'insolito e la crudeltà, sempre più derisorio dell'assurdità del quotidiano, del lato tragico dell'esistenza comune, a cui spirito e inconscio si ribellano, tentando di accedere all'inosservabile.
Conosce Salvador Dalí. Pubblica poesie e disegni su ‘'Le Surréalisme au Service de la Révolution'’.
Nel 1935 è a Praga e partecipa alla mostra surrealista a Santa Cruz de Tenerife. Inizia a collaborare anche con ‘'Konkretion'’ di Copenaghen. Nel 1936 partecipa alla prima mostra di oggetti surrealisti presso la parigina Galerie Charles Ratton con ‘'Assemblage. Omaggio a Paganini'’.
Nel 1939 inizia anche l'attività di cineasta, destinata a durare oltre sedici anni, nei quali curerà la sceneggiatura di una ventina di film. Nel 1949 realizza come sceneggiatore e regista il film ‘'Rondo sur la piste'’.
Nel 1941 ha luogo la sua prima mostra personale a Parigi, presso la Galerie La Peau de Chagrin: la presentazione è di Jean Cocteau, il primo acquirente è Pablo Picasso.
Dal 1944 collabora con Albert Camus alla rivista ‘'Combat'’.
Nel 1949 mette in scena al Théâtre Antoine ‘'Le petit café'’ di Tristan Bernard.
Partecipa a tutte le mostre surrealiste, tra cui quella internazionale del 1947, presso la Galerie Maeght di Parigi.
Nel 1951, per questioni relative alla disciplina interna al gruppo, abbandona con altri il movimento surrealista, pur continuando a praticarne la poetica, basata sugli spiazzanti accostamenti incongrui, sul sogno e gli automatismi psichici.
Nel 1955 si appassiona anche alla fotografia; i suoi scatti vengono esposi a New York, Rochester, Amsterdam e Milano.
Nel 1957 viene eletto membro dell'Accademia del Jazz, del Comité des programmes della radiotelevisione francese e dell'Académie Charles Cros per l'assegnazione di premi discografici. È per alcuni mesi a Vallauris, dove Picasso gli insegna a lavorare la ceramica.
Dal 1960 s'accosta alla ‘'scultura di carta'’.
Nel 1963 cura scenografie e costumi per un balletto all'Opéra di Parigi, esperienza che ripete nel 1966 alla Städtische Bühne di Heidelberg.
Dal 1968 si dedica quasi esclusivamente alla pittura, abbandonando l'attività di disegnatore umoristico. Si stabilisce a Milano.
In Italia hanno luogo diverse sue importanti personali: a Milano da Marconi e all'Annunciata, a Venezia presso Il Traghetto, a Torino da Viotti; un'ampia antologica è presentata alla Sala Civica del Comune di Modena.
Nel 1972 cura il volume ‘'Antologia grafica del Surrealismo’' per le Edizioni Mazzotta di Milano.
Nel 1976 oltre un centinaio di opere vengono esposte al Palais des Beaux-Arts di Bruxelles.
Diventa anche un personaggio televisivo.
Il 21 ottobre 1984 un collasso cardiocircolatorio lo stronca a Milano, alla guida della sua automobile.
Viene ricordato in numerose mostre, personali e di gruppo, in varie città francesi e italiane, tra cui l'ampia antologica del 2009 alle Stelline di Milano, Galleria Gruppo Credito Valtellinese, a cura di Dominique Stella con Guido Peruz. Elda Henry, la vedova, svolge un ruolo rilevante per la memoria dell'opera dell'artista.

## Opere
Un corpus consistente di suoi disegni si trova presso il ‘’Musée Tomi Ungerer’’ di Strasburgo.